# El Boalo
El Boalo é um município da Espanha na província e comunidade autónoma de Madrid, de área 39,59 km² com população de 5577 habitantes (2006) e densidade populacional de 118,03 hab/km².

## Demografia
| Variação demográfica do município entre 1991 e 2004 | Variação demográfica do município entre 1991 e 2004 | Variação demográfica do município entre 1991 e 2004 | Variação demográfica do município entre 1991 e 2004 |
| --------------------------------------------------- | --------------------------------------------------- | --------------------------------------------------- | --------------------------------------------------- |
| 1991                                                | 1996                                                | 2001                                                | 2004                                                |
| 1689                                                | 2451                                                | 3704                                                | 4687                                                |